# George R. Herbert
George Herbert (n. 3 aprilie 1593; d. 1 martie 1633) a fost un poet englez, orator și preot anglican.

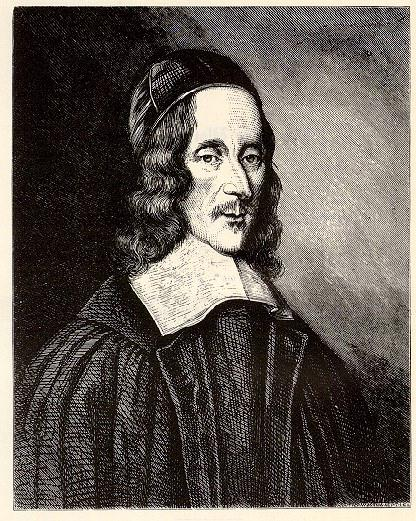

George Herbert s-a născut în Montgomery (Țara Galilor) pe 3 aprilie 1593, fiind al cincilea fiu al lui Richard si al Magdalenei Herbert Newport, o familie de intelectuali, iubitori de artă și de frumos. După moartea tatălui său în 1596, el și cei șase frați și trei surori au fost educați de către mama lor, care era prietenă cu John Donne, poetul metafizic, care i-a dedicat o parte din sonetele sale. Herbert a studiat la Westminster School și Trinity College din Cambridge. A început să scrie de tânăr versuri, primele lui sonete, pe care le-a trimis mamei sale în 1610, fiind influențate de poezia mistică a lui John Donne. 
În anul 1612, publică două poezii în limba latină în memoria prințului Henry.
După ce a absolvit cu distincție Trinity College (BA în 1613 și MA în 1616), Herbert a fost ales  "om major" al Sfintei Treimi, iar în 1620 a fost ales orator la Universitatea Cambridge, deservind catedra de poezie. 
Între anii 1624 și 1625, Herbert a fost ales să reprezinte comitatul Montgomery în Parlament. În 1626, la moartea lui Sir Francis Bacon, el a contribuit cu un poem memorial în limba latină. 
În 1629, Herbert s-a căsătorit cu Jane Danvers, verișoara sa. În același an, fratele său, Edward Herbert, este remarcat ca filosof și poet, fiind ridicat la rangul de pair, respectiv, Sir Herbert de Chirbury.
George Herbert ar fi putut folosi postul de orator pentru a ajunge un remarcabil politician, dar a renunțat la ambițiile sale sociale, dedicându-se Bisericii Anglicane începând cu anul 1630. Astfel, și-a petrecut restul vieții sale ca rector în Bemerton lângă Salisbury. La Bemerton, George Herbert a ținut predici enoriașilor lui și a scris poezie religioasă, ajutând la reconstrucția bisericii din localitate cu fondurile sale proprii. Va fi cunoscut mai târziu sub  numele de "Sfântul Domn Herbert" cu cei trei ani înainte de moartea sa, care survine la 1 martie 1633. 

## Opera
Pe patul de moarte, George Herbert a trimis manuscrisul său de poezii intitulat "Templul" lui Nicholas Ferrar, cerându-i să publice poeziile numai în cazul în care consideră că face bine "oricărui suflet sărac, demoralizat". Volumul a fost publicat în 1633 și fost foarte bine primit de public, fiind larg răspândit.
Poeziile Herbert sunt caracterizate de o precizie lingvistică și o versatilitate metrică, îmbinate cu o utilizare ingenioasă a imaginilor, poetul fiind caracterizat ca făcând parte din școala poeților metafizici englezi. Acestea includ aproape toate formele cunoscute de cântec și poezie. Poeziile sale explorează căile dragostei lui Dumnezeu, pe care poetul le-a trăit în propria sa experiență de viață. 

## Comemorări
George Herbert este comemorat pe 27 februarie de Biserica Anglicană.